# Konstantinos Sarris
Konstantinos Sarris (Atenas, 8 de dezembro de 1997) é um ator greco-brasileiro. É mais conhecido por atuar na supersérie Os Dias Eram Assim, da Rede Globo, e no filme Benzinho, de Gustavo Pizzi.

## Biografia
Nasceu em Atenas, na Grécia, mas se mudou ao Brasil com dois anos de idade. Viveu em Vitória até os 15 anos, quando se mudou para o Rio de Janeiro. Em Vitória, estudou no Centro Educacional Leonardo da Vinci, e começou sua carreira de ator em peças escolares, até protagonizar a série O Homem da Sua Vida, da HBO, aos 19 anos, e atua no filme Pedro Sob a Cama. No mesmo ano atua na superssérie da Rede Globo Os Dias Eram Assim, onde interpreta o homossexual Rudá, filho dos personagens de Marcos Palmeira e Letícia Spiller. No ano seguinte é um dos protagonistas do filme Benzinho, de Gustavo Pizzi. Na trama ele vive um jovem jogador de handebol que recebe a oportunidade de jogar na Alemanha, sendo o filho mais velho de Irene e Klaus, interpretados por Karine Teles e Otávio Müller, respectivamente. Pelo filme, foi indicado ao Prêmio Guarani de Cinema Brasileiro, na categoria de Melhor Revelação Masculina.

## Filmografia
| Ano  | Título              | Personagem           |
| ---- | ------------------- | -------------------- |
| 2017 | O Homem da Sua Vida | Gabriel Machado      |
| 2017 | Os Dias Eram Assim  | Rudá Sampaio Pereira |

| Ano  | Título           | Personagem |
| ---- | ---------------- | ---------- |
| 2017 | Pedro Sob a Cama | Mani       |
| 2018 | Benzinho         | Fernando   |

## Prêmios e indicações
| Ano  | Prêmio                              | Categoria           | Nomeaçâo | Resultado |
| ---- | ----------------------------------- | ------------------- | -------- | --------- |
| 2019 | Prêmio Guarani de Cinema Brasileiro | Revelação Masculina | Benzinho | Indicado  |